# بن‌تره
بِن‌تره (به ویتنامی: Bến Tre)
 از شهرهای کشور ویتنام و مرکز استان بنتره است. بنتره در جنوب این کشور قرار دارد.بن تره در ناحیه دلتایی مکونگ از ویتنام جنوبی واقع شده‌است. مساحت این شهر ۶۵٫۷۵ کیلومتر مربع و جمعیت آن (طبق سرشماری سال ۲۰۰۹) ۱۴۳٬۶۳۹ نفر است. بن تره در 85کیلومتری جنوب شرقی شهر هوشی مین قرار گرفته وتوسط پل Rach Mieu Bridge به استان همجوار متصل می‌شود.

## تاریخچه
در سال 1867 فرانسه بن تره را اشغال کرد.

## افراد سرشناس
Thach Thi Ngoc-عضو تیم ویتانم جنوبی در المپیک سال 1968
Sister Chan Khong-راهبه ای است که بیشتر از 50سال به استاد Thich Nhat Hanh خدمت کرده‌است.